# تونی مارتینلی
تونی مارتینلی (انگلیسی: Tony Martinelli؛ ‏ ۲۶ نوامبر ۱۹۰۹ – ۱۵ اوت ۱۹۹۶) تدوین‌گر اهل ایالات متحده آمریکا بود.
از فیلم‌هایی که وی در آن‌ها نقش داشته‌است، می‌توان به باج‌گیری و مسیر گرند کنیون اشاره نمود.